# 吉仁台沟口遗址
吉仁台沟口遗址位于新疆维吾尔自治区伊犁地区尼勒克县科蒙乡恰勒格尔村东的一处由居址区和高台遗存两部分组成的以青铜时代遗迹为主体兼有铜石并用时代的大型聚落遗址。该遗址年度跨度从青铜时代至隋唐，甚至存在零星宋元时期遗迹。2019年10月7日，吉仁台沟口遗址被列入第八批全国重点文物保护单位。

## 地理信息
吉仁台沟口遗址位于新疆维吾尔自治区伊犁地区尼勒克县科蒙乡恰勒格尔村东1.5千米的喀什河中游沟口处北岸的三级台地上，西为峡谷谷口，东为喀什河峡谷，向北依靠依连哈比尔尕山，向南跨过喀什河便是阿吾拉勒山，呈现半封闭状。海拔大概1200米。吉仁台沟口遗址是由两部分组成的，分别是居址区和高台遗存。遗址主要分布在东西长400米，南北宽200米的范围内，而总面积大概8万平方米，是截止相关文献发稿时伊犁地区所发现年代最早、规模最大的以青铜时代遗迹为主体的遗址。

## 发现、发掘及保护工作
2015年6月，新疆文物考古研究所对吉仁台沟口墓地进行了发掘。此次发掘共发掘76座墓葬，发掘过程中发现了被墓葬打破的早期遗址，并发掘遗迹1000多平方米，出土超过300件（组）文物。并将遗址定名为“尼勒克吉仁台沟口遗址”。2016年7月至10月，文物考古研究所第二次前往吉仁台沟口遗址进行发掘。两年共发掘遗址超过2500平方米，清理房址20座，出土文物超过1000件（组）。2018年5月至11月，新疆文物考古研究所联合中国人民大学对该遗址进行了第三次发掘工作。此次发掘共清理房址17座、窑址2处、墓葬2座以及超过200座火塘、灰坑、冶炼遗迹、煤堆等遗迹，并采集超过1000件遗物标本。2019年6月到9月，新疆文物考古研究所与中国人民大学历史学院考古文博系联合对遗址进行考古调查和发掘，并确认其中一座大型墓葬。2019年，吉仁台沟口遗址被选为2018年度全国十大考古新发现。同年10月，该遗址被列入第八批全国重点文物保护单位。

## 遗址相关信息

### 地层信息
遗址地处发育不完善的山前台地，地层相对完整，层位清晰。但也有受到洪积影响的情况。堆积基本可分为四层，最浅的第一层为厚约0,2米的草层，第二层为约1米的黄土层，遗物遗迹较少。第三层和第四层有丰富遗迹遗物的灰黄色土层，这两层为文化层。

### 遗迹信息
吉仁台沟口遗址的居址区位于北高南低的三级台地上。三次考古发掘共清理出房址、窑址、火塘、灰坑、冶炼遗迹等遗迹。其中房址大多集中在台地东部背风处，中、西部则零星分布。房址基本都包含居住面、灼烧面、火塘、卵石坑、灰坑等。房址遗迹中发现大量煤堆、煤渣、煤灰。房址可分为大小两种。大型房址面积从100平方米到400平方米不等，一共6座。大型房址大致呈现长方形，营建方式为依台地坡度而挖出得簸箕状半地穴房基，结构为木梁架式结构。石头砌成的门道一般位于房址的南侧，长方形的石砌火塘一般在房址中部，两者构成房址中轴线，布局对称。小型房址的面积一般从20平方米到60平方米，一共31座。小型房址分为圆形和长方形两种，建筑形制则有半地穴式和地面砌建式两种。门道方向并不统一，房址中部一般会存在一个圆形的石灶。
吉仁台沟口遗址共发现80座墓葬，墓葬整体大片分布、小片集中的分布态势。其中9座属于青铜时代晚期的墓葬在河谷北岸三级台地上分布零散且规模较小，这些墓葬有半地面石棺墓与竖穴土坑墓两种。葬式均为侧身屈肢葬。随葬品较少，一般是素面平底陶罐及少量铜器。 铁器时代早期墓葬较多，也位于河谷北岸三级台地上，分布较为集中且排列有序。有石围或石堆组成的封堆，封堆之下是竖穴偏室墓的墓室，偏室位于墓道北侧，墓道内留有生土二层台。葬式为单人仰身直肢一次葬。随葬品多为陶器、铁制品以及羊后肢骨，一般位于墓室西侧。秦汉时期的墓葬位于河谷北岸二级台地上，一般有较大且规整的封堆。墓室四周有生土二层台，二层以上先棚木后覆石。秦汉时期的墓葬的葬式多为单人直肢葬，但也出现了合葬的情况。陪葬品多为铜器、陶器、铁器等。隋唐时期的墓葬无明显封堆，一般为竖穴偏室墓。墓道内有殉马，人则葬于偏室内。陪葬品有铁器、铜器、骨器等。宋元时期的墓葬也没有明显封堆，多为单人直肢葬并没有随葬品。
吉仁台沟口遗址共发掘一般由窑室和火道组成的6座窑址。窑址呈南北走向，呈近圆形的窑室相对而建，距离为大概2米，平面呈圆角长方形斜坡状的火道一条朝北，另一条朝南。窑室内部堆积有厚40多厘米的由细枝或草本植物烧制而成木炭堆积层。仅在一座窑址处发现1块陶口沿片。另外，有一高台遗存在居址区南侧1千米处。地处喀什河沟口要冲，大致呈边长为140米的方形，中部高边缘矮，最高处大概7米，外周有10米的坍塌堆积。高台遗存受到水渠、房屋、道路修建的破坏。 高台本体为石砌，所使用石块朝外一面及接缝处均经过打磨，墙体齐直规整，缝隙紧密。高台内部有石构墙体和夹杂煤块的灰层。吉仁台沟口的坚硬、平整的赭色或黑褐色岩面上有经过敲凿或通体研磨的十余处岩画，内容以1只或多只动物为主。
2019年发掘的大墓坐落在高台东北部，共清理出17条石条带，以及墓室、土石围墙，出土97件陶器、铜器、石器等物品。大墓由两部分构成，分别是地上封堆和地下墓葬。为半地穴式方形墓葬，略呈甲字形，墓道位于西侧。大墓年代约在公元前1683年到1497年，出土文物与吉仁台沟遗址时期一致。石条带和墓葬结构与乌吐兰墓地相思。吉仁台沟遗址与同时期的乌吐兰目的、汤巴勒萨伊墓地等墓地有着相同的文化特征。加砂褐陶和灰陶为主要陶器，束颈、折肩、斜腹且多素面的陶罐较为常见。饼形石器、研磨器、石磨盘等石器较为常见。葬式以侧身屈肢为主，头部向西脚向东。土葬和火葬共存，与同时期安德罗诺沃文化有较大差异。

### 出土遗物
从吉仁台沟口遗址共出土1千多件（组）文物。遗物主要在房址地面或上部堆积之中，以陶器和石器为主，也出土有少量铜器、骨器、铁器等。陶器均为手工制作，器形则包括筒形罐、鼓腹罐、折肩罐等。陶器多为平底器，也存在小平底器、圈足或圜底器。石器则包括磨盘、饼形石器、石球、石锄、石杵等，一些石器上有残留的红色颜料。铜器包括铜刀、铜锥、铜针、铜耳环等，也包括与冶铜相关陶、石范。另外，超过2千粒炭化黍也被发掘。吉仁台沟口遗址也出土了数量较大的动物残碎骨骼，以羊、牛、马为主。

## 研究与解读
新疆尼勒克县吉仁台沟口遗址居址区房址上限年代距今3600年左右，与周围遗址如喀拉苏遗址、恰勒格尔遗址在建筑方式、出土遗物等方面相似，房址与恰勒格尔遗址等地的形制结构出土遗物接近，其文化特征与安德罗诺沃文化特征联系密切。是截止相关文献发表时，在伊犁河谷发现最大且最早的青铜时代文化遗存。吉仁台沟口遗址中发现的窑址年代为公元前2600年到公元前2400年，该窑址的发现是新疆境内发现的第一处兼有铜石并用时代遗址。该窑址年代上承接墩那高速阿凡纳谢沃文化墓葬。高台遗存与吉仁台沟口遗址时代相当，是截止相关文献发布时，新疆境内发现的史前面积最大、规格最高的石构建筑遗存。结合居址区的遗存及出土遗物，推测吉仁台沟口遗址是伊犁河上游的中心聚落之一。
吉仁台沟口遗址出土的陶罐受到卡拉苏克文化的影响。吉仁台沟口遗址所发现的铸铜活动遗迹，是新疆甚至中国境内发现的较早的铸铜活动遗迹，丰富的冶金证据链如炼炉、铜矿石、铜锭、风管、坩埚、 陶范和炼渣等是新疆境内首次发现的完整冶金证据链。吉仁台沟口遗址所发现的黍已是当地居民的重要食物来源，黍的发现也为黍的西传路线提供了线索。在吉仁台沟口遗址发现的煤炭遗存是截止相关文献发表时发现的世界上最早使用煤炭的遗存，且将煤的使用历史向前推了1千多年。煤炭的堆放情况表明当时当地的人群已经了解认识了煤的特性并使其广泛运用在生产生活领域。对遗址中发现的动物骨骼研究显示，放养和饲养结合的方式管理着羊和牛，而马则是以放养的形式管理，当地的先民们已经进入成熟的畜牧阶段。